# Elsebeth van Blerkom

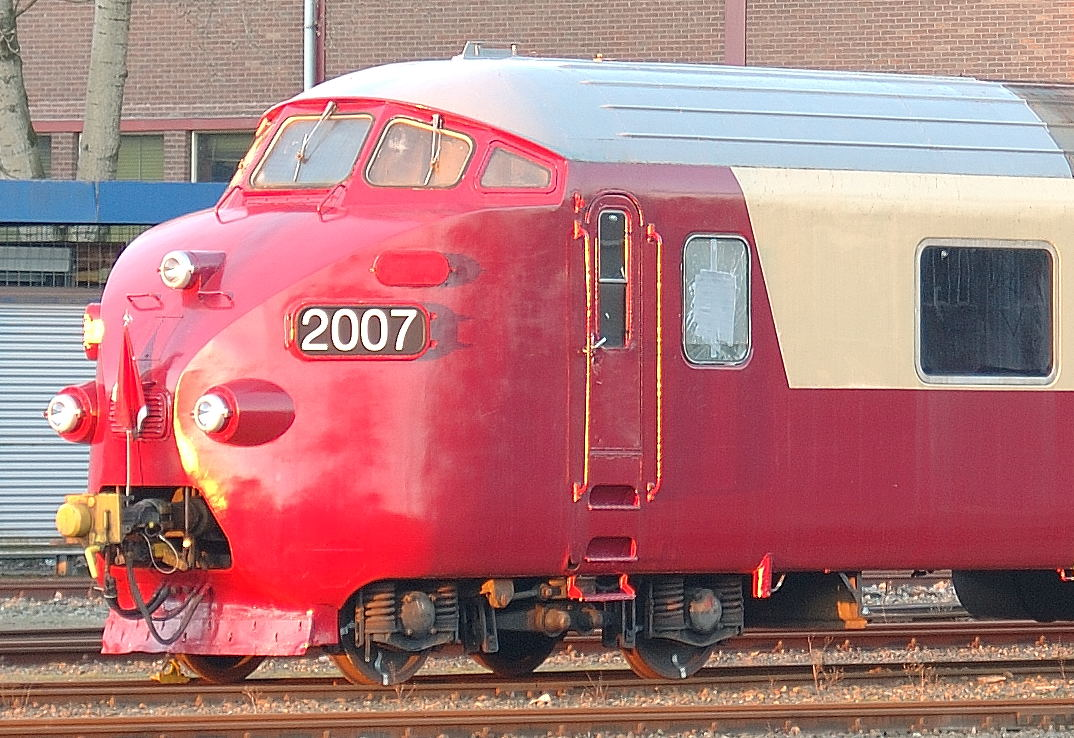
TEE trein met de kopvorm, ontworpen door Elsebeth van Blerkom

Elsebeth van Blerkom (Vlissingen, 24 september 1919 - Hilversum, 18 juli 2009) was een Nederlandse ontwerper.
Ze was dochter van scheepsbouwkundig ingenieur Leendert Jan van Blerkom en Catahrina Juriane Chevalier.
Ze was tussen 1961 en 1973 getrouwd met psycholoog Jan Thale Bout; na de echtscheiding hield ze de naam Bout-van Blerkom aan, zoals blijkt uit de overlijdensadvertentie.
Begin jaren vijftig werkte zij mee als industrieel vormgeefster bij Werkspoor aan het ontwerpen van het interieur van rijtuigen voor de Argentijnse spoorwegen. In 1954 kreeg zij grote bekendheid als ontwerpster van de kopvorm van het motorrijtuig van de eerste Nederlands-Zwitserse TEE-treinstellen. Zij werkte ook mee aan het ontwerp van het interieur van het presidentiële rijtuig van Juan Perón.
Zij was de zuster van de Engelandvaarder Jan van Blerkom.